# Jeffrey Kaplan
Pour les articles homonymes, voir Kaplan.
Jeffrey Kaplan est un professeur d'université américain, auteur et éditeur de nombreux ouvrages sur la violence dans les religions, le terrorisme et l'extrême droite. Il est professeur associé de religion à l'Université du Wisconsin à Oshkosh et membre du conseil académique de l'institut universitaire des études de la religion, de la violence et de la mémoire.
Il est membre des comités éditoriaux des revues Terrorism and Political Violence, Nova Religio et The Pomegranate.

## Publications
- (en) Nation and Race: The Developing Euro-American Racist Subculture (en coédition avec Tore Bjørgo) (1995)
- (en) Radical Religion in America: Millenarian Movements From the Far Right to the Children of Noah (1997)
- (en) The Emergence of a Euro-American Radical Right (en collaboration avec Leonard Weinberg) (1998)
- (en) Beyond The Mainstream: The Emergence Of Religious Pluralism In Finland, Estonia And Russia (2000)
- (en) Encyclopedia of White Power: A Sourcebook on the Radical Racist Right (2000)
- (en) The Cultic Milieu (2002)
- (en) Millennial Violence: Past, Present and Future (2002);
- (en) The Encyclopedia of Religion and Nature (Éditeur en chef Bron Taylor) (2005)